# Cleopa Migaesi
Episcopul Cleopa (Клеопа) (în lume Todor Ștefan Migaesi (Migăieși/Mihăieși), în ucraineană Тодор Степанович Мигаеси; n. 25 iulie 1977, Ostrița, Adâncata, RSS Ucraineană, URSS) este un cleric al Bisericii Ortodoxe Ucrainene (Patriarhia Moscovei), episcop de Noua Suliță, vicar al Eparhiei Cernăuți-Bucovina.

## Biografie
S-a născut la 25 iulie 1977 în satul Ostrița, în RSS Ucraineană, într-o familie ortodoxă de origine română, fiul lui Ștefan Migăiesi și al Mariei. Are o soră care s-a călugărit în 1999, după absolvirea școlii.
În 1994 a absolvit școala medie, după care a fost admis la Universitatea de Medicină din Cluj-Napoca, România, la secția de stomatologie, pe care a absolvit-o în 2001.
În același an a intrat în obștea Mănăstirii „Înălțarea Domnului” din Bănceni. La 4 ianuarie 2004 a fost tuns în monahism cu numele Cleopa, în cinstea apostolului Cleopa, de către mitropolitul Cernăuților și Bucovinei, Onufrie Berezovski.
La 23 aprilie 2005 a fost hirotonit ierodiacon, iar la 25 septembrie același an — ieromonah, de același ierarh.
În 2006 a fost admis la Institutul Teologic Ortodox din Cernăuți (diploma de licență obținută la 30 iunie 2010). La 9 august 2016 a fost ridicat la rangul de arhimandrit.
La 22 februarie 2022 a absolvit, la fără frecvență, cursul complet al Seminarului Teologic din Poceaev.

### Activitatea arhierească
La 12 mai 2022, prin decizia Sfântului Sinod al Bisericii Ortodoxe Ucrainene, a fost ales episcop de Noua Suliță, vicar al Eparhiei Cernăuți-Bucovina.
La 15 mai 2022, în timpul Sfintei Liturghii din Biserica „Sfântul Cuvios Agapit de la Pecerska” din Lavra Peșterilor din Kiev, a avut loc hirotonia sa episcopală, la care au participat, printre alții, Onufrie Berezovski, mitropolitul Kievului și al întregii Ucraine, Meletie Egorenko, mitropolitul Cernăuților și Bucovinei, Longhin Jar, mitropolitul de Bănceni, și Siluan Ciornei, episcopul Herței.